# Capasa manifesta
Capasa manifesta là một loài bướm đêm trong họ Geometridae.